# Solanum monachophyllum
Solanum monachophyllum är en potatisväxtart som beskrevs av Michel Félix Dunal. Solanum monachophyllum ingår i släktet skattor som ingår i familjen potatisväxter. Inga underarter finns listade i Catalogue of Life.